# Christophe Pillon
Pour les articles homonymes, voir Pillon (homonymie).
Christophe Pillon né le 6 mai 1967, est un pilote automobile suisse.

## Biographie
De nationalités suisse et française, Christophe Pillon est né en 1967 à Plan-les-Ouates, commune située dans le canton de Genève en Suisse, dans laquelle il a grandi et où il vit avec sa famille.

## Vie professionnelle
Christophe Pillon exerce en parallèle des activités dans la viticulture et dans l’immobilier.

## Palmarès
- 2002 : Vainqueur des 24 heures du Mans, catégorie LMP 675
- 2003 : Vainqueur des 24 heures du Mans, catégorie LMP 675